# 1718
1718 (MDCCXVIII) a fost un an obișnuit al calendarului gregorian, care a început într-o zi de vineri.

## Evenimente
- 7 mai: fondarea orașului american New Orleans, Louisiana.
- 21 iulie: semnarea Tratatului de la Passarowitz.

### Nedatate
- Alianța cvadruplă, alianță între Austria, Marea Britanie, Republica Provinciilor Unite și Franța, cu scopul de a împiedica Spania să modifice prevederile Tratatului de pace de la Utrecht (1713).
- Este atestată cea mai veche fabrică de bere de pe teritoriul actual al României, la Timișoara.
- Se deschide prima școală elementară din cetatea Timișoara.

## Nașteri
- 13 noiembrie: Conte de Sandwich (n. John Montagu) prim lord britanic al Amiralității, probabil cel care a dat denumirea de sandwich (sandviș), (d. 1792)
- 18 decembrie: Marea Ducesă Anna Leopoldovna a Rusiei, regentă a Rusiei (d. 1746)

## Decese
- 24 iunie: Ludwig Friedrich I, Prinț de Schwarzburg-Rudolstadt, 50 ani (n. 1667)
- 22 noiembrie: Edward Teach (Barbă Neagră), 37 ani, pirat englez (n. 1680)
- 30 noiembrie: Regele Carol al XII-lea al Suediei, 36 ani (n. 1682)